# بنجامين براديس
بنجامين براديس (بالإسبانية: Benjamín Prades)‏ مواليد 26 أكتوبر 1983 في سوكويلاموس، سيوداد ريال، إسبانيا، هو دراج إسباني في صنف سباق الدراجات على الطريق.

## روابط خارجية
- بنجامين براديس على موقع الاتحاد الدولي للدراجات (الإنجليزية)
- بنجامين براديس على موقع أرشيف الدراجات (الإنجليزية)
- بنجامين براديس على موقع إحصائيات الدراجات الإحترافية (الإنجليزية)
- بنجامين براديس على موقع نسبة الدراجات (الإنجليزية)
- بنجامين براديس على موقع CycleBase (الإنجليزية)
- لمحة عن بنجامين براديس  على موقع ProCyclingStats  -  (برو  سايكلنج  ستاتس) - إحصاءات  محترفي  الدراجات.